# Vale Tudo (telenovela)
Vale todo (en portugués: Vale Tudo) fue una telenovela brasileña de Rede Globo emitida entre 1988 y 1989.
Es considerada por la crítica como la mejor telenovela de la historia de Brasil. Odete Roitman es reconocida como la madre de villanas brasileñas. Los papeles principales estuvieron a cargo de Regina Duarte y Antônio Fagundes como protagonistas, con la actuación antagónica de la primera actriz  Beatriz Segall como la villana principal y junto a ella Glória Pires, Reginaldo Faria y  Carlos Alberto Riccelli y la actuación estelar de Cássio Gabus Mendes, Lídia Brondi, Cássia Kis y Renata Sorrah. Según el autor Gilberto Braga, la trama de esta telenovela analizaba "hasta qué punto valía ser honesto en Brasil" en la época de su exhibición.

## Sinopsis
¿Qué harías para tener dinero y poder? Maria de Fátima haría todo.Su madre Raquel prefiere tener una vida modesta, pero jamás la deshonestidad. Ese es el punto central de la trama: las diferencias entre madre e hija, que piensan de formas completamente diferentes y esperan de la vida realizaciones distintas. 
Maria de Fátima es una joven ambiciosa y quiere tener todo lo mejor que la vida tiene que ofrecer. Su madre es una mujer luchadora, y tiene todos los principios éticos y morales. La supervivencia de estas dos mujeres fue retratada a lo largo de 204 capítulos.
Raquel Accioli (Regina Duarte) es una mujer honesta y trabajadora que se desempeña como guía turística en Foz do Iguaçu, Paraná. Divorciada de Rubinho (Daniel Filho), Raquel lucha constantemente por criar a su hija María de Fátima (Gloria Pires), de la mejor manera posible, sin mucho éxito, ya que la muchacha es todo lo contrario a ella; odia la pobreza en la que vive junto a su madre, y está dispuesta a hacer lo que sea necesario, para salir adelante.
Poco tiempo después, el abuelo de María de Fátima, Salvador (Sebastião Vasconcelos), muere, liberando toda la acción de la novela. El carácter ambicioso e inescrupuloso de María de Fátima, hacen que venda la propiedad de su familia; la casa donde vive con su madre, sin decirle nada y huye con el dinero a Río de Janeiro, con el objetivo de ganarse la vida como modelo. Su madre desesperada, va detrás de su hija y conoce a Ivan Meirelles (Antônio Fagundes), un honesto hombre de negocios, de quien se enamorará. Para ganarse la vida en Río de Janeiro, Raquel gestionar lo mejor que puedas, pero honestamente, con la ayuda de un amigo, Audálio (Pedro Paulo Rangel), conocido como "Pollyana". Mientras tanto, María de Fátima conoce al malvado César (Carlos Alberto Riccelli), un exmodelo que no tiene mucha suerte en el medio y se hacen aliados, envolviéndose fuera de la ley. César estimula a María de Fátima en su afán millonario y ambicioso, y le presenta a Solange Dupratt (Lidia Brondi), productora de modas de la revista "Tomorrow" y novia de Alfonso Roitman (Cássio Gabus Mendes), con él que está próxima a casarse. Alfonso es hijo de Odete Roitman (Beatriz Segall), una mujer de negocios de gran alcance, poderosa y con mucho dinero, directora de Aerolíneas ACT; además de Alfonso, ella es madre de Heleninha (Renata Sorrah), mujer de personalidad frágil, artista plástica y que es alcohólica.
Para cumplir con el plan de casarse con Afonso Roitman, María de Fátima acepta la propuesta de Odete Roitman, quien le pide que separe a su madre de Ivan, a quien desea para su hija Heleninha, y le promete a María de Fátima, a animar a su hijo Alfonso para casarse con ella. La maldad de María de Fátima no tendrá límites y consigue terminar la relación de su madre con Ivan, acusándolo de falta de honradez. También consigue casarse con Alfonso, quien está totalmente engañado por ella, en conspiración con su amante César. Solange queda muy desilusionada por su exnovio, pero sabe que María de Fátima no es la buena mujer que todos creen. Iván se casa con Heleninha, y los planes de María de Fátima comienzan a salir mal. 
De acuerdo con Odete Roitman, María de Fátima recién tendrá derecho a la fortuna de Alfonso, pasados los dos años de matrimonio. El tiempo pasa, pero dos meses antes de la fecha límite, Odete descubre el romance de María de Fátima con César,descubrindo que el no era más que un gigoló.
Desenmascarada, sin dinero y sin el apoyo de Odete, María de Fátima buscará a su madre Raquel, quien ahora es dueña de una cadena de restaurantes. Raquel, sin embargo, después de muchas decepciones, se niega a ayudar a su hija.
Otro personaje aparece en escena, es Marco Aurélio (Reginaldo Faria), el brazo derecho de Odete en los negocios, y ex-marido de Heleninha, pero ahora casado con Leila (Cássia Kiss); que se convertirá en uno de los grandes villanos de la historia, y en un poderoso aliado, y amante, para la ambiciosa de María de Fátima, que verá en él, una gran oportunidad para vengarse de la familia Roitman.
Vale Todo innovó al tratar el lesbianismo, hablar de alcoholismo en forma tan abierta, y de la corrupción que se vivía en Brasil en aquella época. Un momento de reflexión para la sociedad brasileña, que se cuestiona e intenta buscar nuevos rumbos para la política y la sociedad.

## Doblaje al español
| Personaje                 | Protagonista · ( Brasil, Portugués) | Actor de doblaje · ( Venezuela, Hispanoamérica)                   |
| ------------------------- | ----------------------------------- | ----------------------------------------------------------------- |
| Raquel Accioli            | Regina Duarte                       | Gladys Yáñez                                                      |
| Ivan Meireles             | Antônio Fagundes                    | Frank Maneiro                                                     |
| Maria de Fátima Accioli   | Glória Pires                        | Gladys Prince                                                     |
| Odette Roitman            | Beatriz Segall                      | Elisa Stella                                                      |
| Alfonso Roitman           | Cássio Gabus Mendes                 | Eduardo Bastidas                                                  |
| César Riberio             | Carlos Alberto Riccelli             | ¿? Rubén León                                                     |
| Solange Duprat            | Lídia Brondi                        | Josefina Nuñez                                                    |
| Helena de Almeida Roitman | Renata Sorrah                       | Maruja Orrequia                                                   |
| Leila Catanhede           | Cássia Kis                          | Lucía Intriago                                                    |
| Marco Aurélio Cantanhede  | Reginaldo Faria                     | Marcos Moreno (primeros episodios) Luis Guillermo Sánchez (resto) |
| Poliana                   | Pedro Paulo Rangel                  | Armando Volcanes ¿?                                               |
| Bartolomé Meireles        | Cláuido Corrêa e Castro             | Alberto Arvelo                                                    |
| Rubens                    | Daniel Filho                        | Carlos Omaña                                                      |
| Aldeide Calderia          | Lília Cabral                        | Isabel Vara                                                       |
| Eugenio                   | Sergio Mamberti                     | Gonzalo Camacho                                                   |
| Laís                      | Cristina Prochaska                  | Aracelys Prieto                                                   |
| Fernanda                  | Flávila Monteiro                    | Elena Prieto                                                      |
| Bruno                     | Danton Mello                        | Marcelo Rodríguez                                                 |
| Sardinha                  | Otavio Müller                       | Juan Carlos Vázquez                                               |
| William                   | Dennis Carvalho                     | Marcos Moreno                                                     |
| Freitas                   | João Camargo                        | Frank Carreño                                                     |
| Marília                   | Bia Seidl                           | Alida Castillo                                                    |
| Luciano                   | Jairo Lourenço                      | Carmelo Fernández                                                 |
| Mariseta                  | Rita Malot                          | Ivette Harting                                                    |
| Comisario                 | Rogério Fróes                       | Roberto Colmenares                                                |
| Celina Junquiera de Assis | Nathalia Timberg                    | Gladys Yáñez                                                      |
| Estudio de doblaje        |                                     | Etcétera Group, Caracas, Venezuela                                |
| Dirección de doblaje      |                                     | Renzo Jiménez                                                     |

## Datos extras
- Uno de los mayores éxitos de la teledramaturgia brasileña. Con una trama atrapante y contingente, el trío de autores consiguió aliar los ingredientes de las buenas novelas con una crítica social a partir de una pregunta común a millones de brasileños: “Vale la pena ser honesto en Brasil de hoy?”. La temática de la telenovela reflejó los cambios y los interrogantes que enfrentaba la sociedad brasileña a finales de la década de 1980, cuando el país enfrentó varios cambios con el fin del régimen militar y la promulgación de una nueva constitución.

- Las grabaciones de la serie comenzaron el 16 de noviembre de 1987 y finalizaron el 26 de agosto de 1988 con un total de 204 episodios producidos.

- Odete Roitman y Marco Aurélio retrataban al típico corrupto en el país, mientras Raquel e Ivan, simbolizaban la vida de millones de brasileños.

- El título originalmente pensado para la novela era "Pátria Amada" lo que se hizo inviable por ya existir como nombre de una película de Tizuka Yamazaki

- Daniel Filho menciona en su libro El Circo Electrónico:

"En la primera sinopsis, la hija vendía la casa alrededor del capítulo 40 o 50. Lógico que otras historias paralelas estarían aconteciendo. Pero el tema céntral no despegaba. Argumenté: 'Si la hija no vende la casa en el primer capítulo y la madre quedar en la miseria, la novela no alcanzará su objetivo'. O sea, no dejaría claro su tema. Denis Carvalho - el director - concuerda. La presencia de Aguinaldo y el modo conciliador de Leonor hicieron que el autor llevara esa situación del capítulo 40 al número 1".
- En el capítulo 193, que fue al aire el día 24/12/1988, la villana Odete Roitman fue asesinada con 3 tiros a quemarropa. El misterio de la identidad del asesino duró solo 13 días, pero dominó todas las conversaciones por el país. Nestlé promovió un concurso para premiar quién adivinara el nombre del asesino. El país paró delante del televisor en 6/1/1989 para conocer el criminal.

- El misterio de la identidad del asesino de Odete Roitman se hizo blanco de apuestas, rifas y sorteos. La escena del disparo fue grabada minutos antes el día en que el último capítulo iría para el aire. Ni el propio elenco sabía, hasta al momento en que Denis Carvalho dispensó los demás actores, anunciando que sería Leila (Cássia Kis). La primera reacción de la "muerta" (Beatriz Segall) fue felicitar a su compañera de actuación. Razón del asesinato: Leila entró al departamento, cegada por los celos, buscando a María de Fátima, sin embargo erró, disparando su arma contra la villana. Ella pensaba que quien estaba allí, con su marido Marco Aurélio (Reginaldo Faria), era la amante de él, Maria de Fátima (Glória Pires).

- Hasta algún tiempo después de haber terminado la novela, Beatriz Segall rechazaba hablar de su interpretación, ya que intentaba alejar el fantasma de la villana con los trabajos que hizo después de Vale Todo.

- Beatriz Segall cuenta que después que su personaje fue asesinado, una agencia de publicidad creó una campaña para una compañía de seguros, en la cual, bajo una foto de la actriz, se leía la frase: "Nunca se sabe el día de mañana. Contrate un seguro".

- Nueve años más tarde, Beatriz Segall y Glória Pires se reencontraron en el remake de Ángel Malo. La primera solo aceptó entrar en la novela, si el personaje no era una mujer mala. En la escena de Ángel Malo, en que Clotilde y Nice se conocen, haciendo una alusión a sus personajes en Vale Todo, la primera dice conocer la otra de algún lugar.

- Además de la cuestión de la ética y honestidad, Vale Todo discutió el drama del alcoholismo y mostró, por primera vez de forma explícita, la homosexualidad femenina. De ahí que la novela enfrentó algunos problemas con la censura. Varios diálogos entre las personajes Cecília (Lala Deheinzelin) y Laís (Cristina Prochaska), las lesbianas de la historia, tuvieron que ser reescritos después que fue vetada la escena en que las dos le contaban a Helena (Renata Sorrah) sobre los prejuicios de que eran víctimas a causa de su relación.

- En Cuba, el gobierno resolvió legalizar en 1995 una red de restaurantes privados que funcionaba clandestinamente desde 1993, en un arrojado gesto de abrir mano de la explotación exclusiva del sector. Esos restaurantes, gestionados en ámbito familiar, tienen el nombre de "Paladares", así bautizados por cuenta del nombre de la empresa de alimentos de Raquel (Regina Duarte) en la novela.

- Muchas fueron las escenas marcantes, como el asesinato de Odete, cometido por Leila; Marco Aurélio huyendo del país en un jet y despidiéndose con un gesto triunfador, con los brazos; Helena totalmente borracha es alentada a entrar a Alcohólicos Anónimos, lo que se reflejó en una alta concurrencia a las reuniones de AA de telespectadores y Raquel rasgando el vestido de boda de María de Fátima en un ataque de nervios magistralmente interpretado por Regina Duarte.

## Versiones
- La cadena estadounidense Telemundo en asociación con Rede Globo, realizaron en el año 2002 una versión en español titulada Vale todo. Fue protagonizada por Itatí Cantoral y Diego Bertie.
- En el año 2025 y con motivo del centenario del Grupo Globo, se decidió hacer una nueva versión en 4K de la obra bajo la autoría de Manuela Dias adaptada a la realidad actual y manteniendo su tema musical de presentación; aunque su logotipo sufrió algunos retoques. Se estrenó el lunes 31 de marzo.

## Emisión

### Norteamérica
- Estados Unidos: Telemundo

- México: TV Azteca
- Nicaragua: Televicentro

### Sudamérica
- Argentina: Canal 13 (1991)

- Chile: Mega (1991)

- Colombia: RCN Televisión (1990-1991)

- Paraguay: SNT (1989) / CVC Satelital (1996 y 2011)

- Ecuador: Ecuavisa (1990 y 1995)

- Perú: Panamericana TV (1990/1991 doble horario)

- Uruguay: Teledoce  (1989-1990)

- Venezuela: Venezolana de Televisión (1989-1990)